# Nedre Mörttjärnen
Nedre Mörttjärnen är en sjö i Söderhamns kommun i Hälsingland och ingår i Hamrångeåns huvudavrinningsområde.